# Presidente de Serbia
El  presidente de Serbia ostenta la jefatura de estado de la República de Serbia. El actual presidente del Gobierno de Serbia es Aleksandar Vučić, que obtuvo la mayoría de los votos en las elecciones presidenciales celebradas en 2017, siendo reelegido en 2022 para otro mandato.
El presidente es elegido directamente por un período de cinco años y está limitado por la Constitución a un máximo de dos mandatos. Además funge como comandante en jefe de las Fuerzas Armadas, el presidente tiene el deber procesal de nombrar al primer ministro con el consentimiento de la Asamblea Nacional

## Atribuciones
El presidente de la República de Serbia:
- Ejerce un mandato de cinco años
- Puede ser reelegido para un segundo mandato.
- Posee inmunidad, otorgada por la Asamblea Nacional
- Disuelve la Asamblea Nacional y el Gobierno
- Declara los estados de emergencia
- Convoca las elecciones
- Ostenta la representación del Estado
- Otorga condecoraciones y premios
- Capacidad de veto sobre las leyes aprobadas por la Asamblea Nacional, requiriendo una segunda votación del parlamento para su entrada en vigor.

Hasta la disolución de la Unión Estatal de Serbia y Montenegro el presidente de Serbia fue miembro del Consejo Supremo de Defensa de Serbia y Montenegro, que estuvo presidido por el presidente de la Unión. 
El presidente del Asamblea Nacional asume la presidencia interina si el presidente de la República abandona su cargo.

## Lista de los presidentes de Serbia
| Presidente | Presidente | Presidente                         | Período                                | Partido                      |
| ---------- | ---------- | ---------------------------------- | -------------------------------------- | ---------------------------- |
|            |            | Boris Tadić                        | 11 de julio de 2004-5 de abril de 2012 | Partido Demócrata            |
|            |            | Slavica Đukić Dejanović (interina) | 5 de abril de 2012-31 de mayo de 2012  | Partido Socialista de Serbia |
|            |            | Tomislav Nikolić                   | 31 de mayo de 2012-31 de mayo de 2017  | Partido Progresista Serbio   |
|            |            | Aleksandar Vučić                   | 31 de mayo de 2017-presente            | Partido Progresista Serbio   |

- Datos: Q889830
- Multimedia: Presidents of Serbia / Q889830